# Иоанн Каматир
Иоа́нн Камати́р, или Каматир (греч. Καματηρός) — византийский писатель второй половины XII века. Идентификация личности затруднена, традиционно его считают архиепископом Болгарским, поставленным на кафедру около 1183 года. В. Лоран выдвигал версию, что Каматира следует отождествить с ритором Иоанном, который в 1186 году представил речь, обращённую императору.
Каматиру приписывают две астрологические поэмы, посвящённые императору Мануилу I Комнину: «О круге зодиака» и «Пролегомены к астрономии». Эти тексты не оригинальны и включают заимствования из античных источников, прежде всего, Гефестиона и Иоанна Лида. Впрочем, в его текстах достаточно аллюзий на его современность, в частности, упоминаются сарацины и султан. Пророчества, содержащиеся в поэмах, носят апокалипсический характер, упоминаются гражданские войны и вторжения иноземцев, засухи и эпидемии. Первая из его поэм, по мнению Александра Каждана, ориентирована на аудиторию с классическим образованием, вторая имеет характер политического текста, который должен воздействовать на слушателя и читателя своей экспрессией.